# Frantz Kruger
Frantz Kruger (ur. 22 maja 1975) – południowoafrykański lekkoatleta, dyskobol, od 2007 startujący w barwach Finlandii. Trzykrotny olimpijczyk (2000, 2004, 2008), w tym medalista igrzysk z Sydney.

## Osiągnięcia
- złoty medal Mistrzostw Świata Juniorów w Lekkoatletyce (Lizbona 1994)
- srebro Igrzysk Wspólnoty Narodów (Kuala Lumpur 1998)
- złoty medal podczas Mistrzostw Afryki w lekkoatletyce (Dakar 1998)
- 3. miejsce w Pucharze świata (Johannesburg 1998)
- złoto Igrzysk afrykańskich (Johannesburg 1999)
- złoty medal na Uniwersjadzie (Palma de Mallorca 1999)
- brąz Igrzysk olimpijskich (Sydney 2000)
- 3. miejsce podczas Finału Grand Prix IAAF (Melbourne 2001)
- złoty medal Igrzysk Wspólnoty Narodów (Manchester 2002)
- 2. miejsce w Pucharze świata (Madryt 2002)
- złoto Mistrzostw Afryki w lekkoatletyce (Brazzaville 2004)

Kruger od 2007 startuje w barwach Finlandii, której jest obywatelem dzięki małżeństwu z byłą fińską lekkoatletką Heli Koivulą.

## Rekordy życiowe
- Rzut dyskiem – 70,32 (2002) rekord Afryki, Kruger jest także aktualnym rekordzistą Finlandii (69,97 m – 2007)[1]